# 1948 chez Disney
Cet article présente la liste des évènements de la Walt Disney Productions ayant eu lieu en 1948.

## Événements

### Janvier
- 23 janvier 1948, Sortie du Dingo Ils sont partis (They're Off)[1]

### Février
- 6 février 1948, Sortie du Dingo Dingo et Dolorès[2]

### Mars
- 19 mars 1948, Sortie du Mickey Mouse Mickey, Pluto et l'Autruche[3]

### Avril
- 19 avril 1948, Première diffusion pour le réseau télévisuel American Broadcasting Company grâce à une chaîne affiliée WFIL-TV à Philadelphie (depuis WPVI-TV)[4]
- 30 avril 1948, Sortie du Pluto Bone Bandit[5]

### Mai
- 21 mai 1948, Sortie du Donald Duck Voix de rêve[6]
- 27 mai 1948, Sortie du film Mélodie Cocktail aux États-Unis[7],[8],[9]
- 28 mai 1948, Rudy Larriva quitte les studios Disney[10]

### Juin
- 30 juin 1948, Sortie du Donald Duck Le Procès de Donald[11]

### Juillet
- 9 juillet 1948, Sortie du Mickey Mouse Pluto's Purchase[12]
- 21 juillet 1948, Lancement de la chaîne WSPD-TV à Toledo[13] (renommée WTVG en 1979 et achetée par ABC en 1995)

### Août
- 10 août 1948, Lancement de la chaîne WJZ-TV à New York détenue et opérée par ABC[14] (depuis renommée WABC-TV)
- 13 août 1948, Sortie du Pluto Pluto et Figaro[15]
- 27 août 1948, Sortie du Donald Duck Donald décorateur[16]

### Septembre
- 10 septembre 1948, Sortie du Pluto Pluto's Fledgling[17]
- 17 septembre 1948, Lancement de la chaîne WENR-TV à Chicago détenue et opérée par ABC[18] (depuis renommée WLS-TV)

### Octobre
- 9 octobre 1948, Lancement de la chaîne WXYZ-TV à Détroit détenue et opérée par ABC (depuis revendue)
- 15 octobre 1948, Sortie du Donald Duck À la soupe ![19]

### Novembre
- 2 novembre 1948, Sortie du Donald Duck Le petit déjeuner est servi[20]
- 29 novembre 1948, Première mondiale du film Danny, le petit mouton noir aux États-Unis[21],[22]

### Décembre
- 3 décembre 1948, Sortie du Mickey Mouse Mickey et le Phoque[3]
- 21 décembre 1948, Sortie du documentaire animalier L'Île aux phoques[23]
- 24 décembre 1948, Sortie du Donald Duck Donald et les Fourmis[24]